# لوك إبراهام
لوك إبراهام (بالإنجليزية: Luke Abraham)‏ هو لاعب اتحاد الرغبي بريطاني، ولد في 26 سبتمبر 1983 في ليستر في المملكة المتحدة.

## وصلات خارجية
- لوك إبراهام على موقع دوري الرغبي الممتاز (الإنجليزية)
- لوك إبراهام على موقع ItsRugby.co.uk (الإنجليزية)